# Гадрі Фатма Кадирівна
Фатма Кадирівна Гадрі (азерб. Fatma Qədir qızı Qədri; 1 (14) квітня 1907, Одеса — 29 лютого 1968, Баку) — азербайджанська радянська акторка, Народна артистка Азербайджанської РСР (1943).

## Життєпис
Фатма Гадрі народилася 1 (14) квітня 1907 року в Одесі. 1926 року закінчила педагогічний і театральний технікуми в Баку й почала виступати в Тюркському робочому театрі. З 1932 до 1935 року працювала в Бакинському російському театрі, а з 1935 року була однією з провідних акторок Азербайджанського театру імені М. Азізбекова у Баку. Викладала в театральному технікумі, потім в Азербайджанському театральному інституті імені М. А. Алієва.
Діяльність Фатми Гадрі зіграла важливу роль в розвитку азербайджанської сценічної культури, вихованні акторських і режисерських кадрів. Вона нагороджена двома орденами, а також медалями. 1943 року удостоєна звання Народної артистки Азербайджанської РСР.
Померла 29 лютого 1968 року в Баку. Похована на Алеї почесного поховання в Баку.

## Нагороди
- Орден «Знак Пошани» (09.06.1959)

## Ролі в театрі
- Гюльтекин, Солмаз, Сона, Гюлюш («Айдин», «Наречена вогню», «В 1905 році», «Севіль» Джафара Джаббарли)
- Хафіза («Чарівниця пері» Абдуррагім-бека Ахвердієва)
- Гюльбахар («Книга моєї матері» Джаліла Мамедкулізаде)
- Мухаббет («Мухаббет» Ібрагімова)
- Хураман, Марям («Вагіф», «Фархад і Ширін» Самеда Вургуна)
- Лариса, Катерина («Безприданниця», «Гроза» Олександра Островського)
- Джульєтта («Ромео і Джульєтта» Вільяма Шекспіра).